# NASA Astronaut Group 7

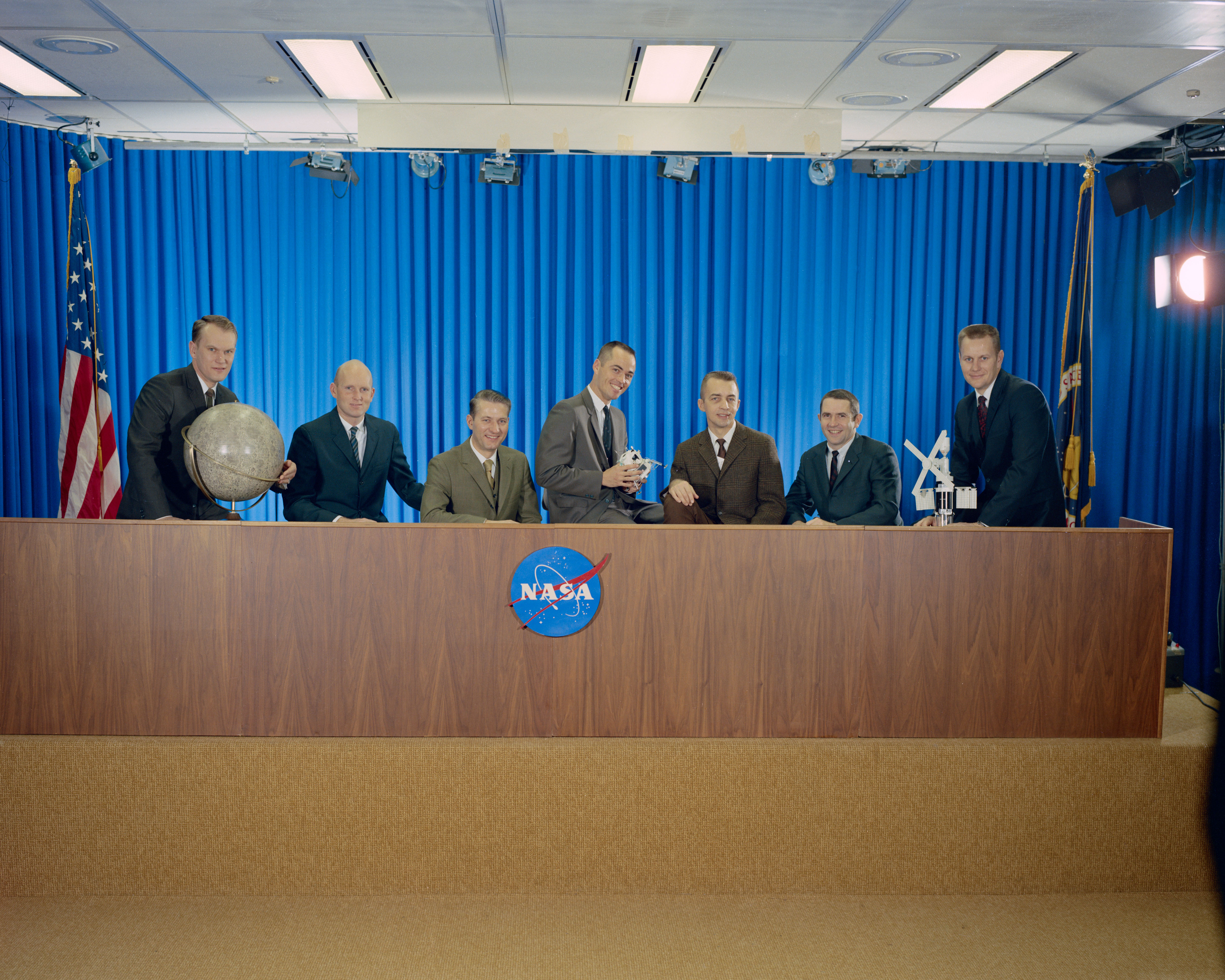
Da sinistra: Karol J. Bobko, C. Gordon Fullerton, Henry W. Hartsfield, Robert L. Crippen, Donald H. Peterson, Richard H. Truly e Robert F. Overmyer.

Il NASA Astronaut Group 7 è stato selezionato dalla NASA nell'agosto del 1969. È stato l'ultimo gruppo ad essere selezionato durante l'era del programma apollo.

## Elenco degli astronauti
- Karol J. Bobko

STS-6, Pilota
STS-51-D, Comandante
STS-51-J, Comandante
- Robert L. Crippen

STS-1, Pilota
STS-7, Comandante
STS-41-C, Comandante
STS-41-G, Comandante
- Charles G. Fullerton

ALT, Pilota
STS-3, Pilota
STS-51-F, Comandante
- Henry W. Hartsfield

STS-4, Pilota
STS-41-D, Comandante
STS-61-A, Comandante
- Robert F. Overmyer

STS-5, Pilota
STS-51-B, Comandante
- Donald H. Peterson

STS-6, Specialista di Missione
- Richard H. Truly

ALT, Pilota
STS-2, Pilota
STS-8, Comandante